# Orania fusulus
Orania fusulus é uma espécie de molusco pertencente à família Muricidae.
A autoridade científica da espécie é Brocchi, tendo sido descrita no ano de 1814.
Trata-se de uma espécie presente no território português, incluindo a zona económica exclusiva.